# Bursera palaciosii
Bursera palaciosii är en tvåhjärtbladig växtart som beskrevs av J. Rzedowski & G. Calderon de Rzedowski. Bursera palaciosii ingår i släktet Bursera och familjen Burseraceae. Inga underarter finns listade i Catalogue of Life.